# فرديناند فيرنر
فرديناند فيرنر (بالألمانية: Ferdinand Werner)‏ (و. 1876 – 1961 م) هو سياسي، ومؤرخ، وباحث في الرومانسية ألماني، كان عضوًا في الحزب النازي، توفي في غيسن، عن عمر يناهز 85 عاماً.

## مناصب
تولى منصب عضو مجلس النواب الألماني للجمهورية فايمار
- عضو مجلس النواب الألماني للإمبراطورية الألمانية

.

## التعليم
تعلم في جامعة غيسن
.

## جوائز
حصل على جوائز منها:

شارة الحزب الذهبية